# Jürgen Kohler
Jürgen Kohler (6 d'octubre de 1965) és un exfutbolista alemany de la dècada de 1990 i entrenador.
Fou 105 cops internacional amb la selecció alemanya amb la qual participà en la Copa del Món de futbol de 1982 i a la Copa del Món de futbol de 1986.
Pel que fa a clubs, defensà els colors de SV Waldhof Mannheim, 1. FC Köln, Bayern Múnic, Juventus FC i Borussia Dortmund.

## Palmarès
FC Bayern Múnic
- Lliga alemanya de futbol: 1989-90

Juventus
- Serie A: 1994-95
- Coppa Italia: 1994-95
- Copa de la UEFA: 1992-93

Borussia Dortmund
- Lliga alemanya de futbol: 1995-96, 2001-02
- Lliga de Campions de la UEFA: 1996-97
- Copa intercontinental de futbol: 1997

Alemanya
- Copa del Món de futbol: 1990
- Eurocopa de futbol: 1996